# Echipa națională de fotbal a Yemenului de Sud
Echipa națională de fotbal a Yemenului de Sud a reprezentat Yemenul de Sud în competițiile internaționale de fotbal între 1965 și 1989. A participat la Cupa Asiei AFC 1976, unde a fost învinsă de reprezentativa Iranului cu 8-1 și cea a Irakului cu 0-1. În 1990 s-a unit cu echipa Yemenului de Nord, formând Echipa națională de fotbal a Yemenului.

## Calificări

### Campionatul Mondial
- 1930 până în 1982 - nu a participat
- 1986 - nu s-a calificat

### Cupa Asiei
- 1956 până în 1972 - nu a participat
- 1976 - Grupe
- 1980 până în 1984 - nu a participat
- 1988 - nu s-a calificat

## România a bătut această  echipă cu 1-0
- Arhiva rezultatelor Yemenului de Sud pe rsssf.com